# Gorno Izvorovo, Stara Zagora
Gorno Izvorovo (în bulgară Горно Изворово) este un sat în comuna Kazanlăk, regiunea Stara Zagora,  Bulgaria. 

## Demografie
Componența etnică a satului Gorno Izvorovo
     Turci (12,16%)
     Bulgari (86,93%)
     Nicio identificare (0,9%)
     Altele (0%)
La recensământul din 2011, populația satului Gorno Izvorovo era de 222 locuitori. Din punct de vedere etnic, majoritatea locuitorilor (86,93%) erau bulgari, cu o minoritate de turci (12,16%). Pentru 0,9% din locuitori nu este cunoscută apartenența etnică.